# ZONE CLIPS
『ZONE CLIPS』（ゾーン・クリップス）は、日本のガールズロックバンド・ZONEがSony Recordsから発売した1,2,4枚目の映像作品である。

## 01
『ZONE CLIPS 01〜Sunny Side〜』（ゾーン・クリップス・ゼロワン・サニー・サイド）は、日本のガールズロックバンド・ZONEの1作目の映像作品。

### 内容
シングル「僕の手紙」と同時発売された初の映像作品。
シングルのミュージック・ビデオとメイキング映像のほか、メジャーデビュー前のレコーディング風景の未公開映像、沖縄県でのスチール撮影のオフショット映像が収録された。また、ボーナストラックとして『ZONE TOUR ASTRO GIRL 2003～夏だぁ!ZONEだぁ!全員集合!～』の公演から「世界のほんの片隅から」のマルチアングル機能付きライブ映像も収録された。リバーシブルジャケット仕様でミニフォトブックレットが同梱されたほか、初回生産仕様盤には特典として3種類の特製フィルムブックマークがランダムで1種類同梱された。

### 収録映像曲
1. GOOD DAYS
2. 大爆発 NO.1
3. secret base〜君がくれたもの〜
4. 一雫
5. true blue

## 02
『ZONE CLIPS 02〜Forever Side〜』（ゾーン・クリップス・ゼロツー・フォーエバー・サイド）は、日本のガールズロックバンド・ZONEの2作目の映像作品。

### 内容
前作『ZONE CLIPS 01〜Sunny Side〜』から約5ヶ月ぶりの映像作品。
シングルのミュージック・ビデオとメイキング映像のほか、ボーナストラックとして「secret base〜君がくれたもの〜」のライブバージョンと『ZONE TOUR ASTRO GIRL 2003～夏だぁ!ZONEだぁ!全員集合!～』のライブ映像、スポットCMのコレクション映像が収録された。透明のトールケース仕様で12ページからなるブックレットが同梱されたほか、初回生産仕様盤には特典として3種類の特製フィルムブックマークがランダムで1種類同梱された。
当初のタイトルは『ZONE CLIPS 02〜Ever Green〜』だったが諸事情により変更された。

### 収録映像曲
1. 夢ノカケラ…
2. 証
3. 白い花
4. 恋々…
5. H・A・N・A・B・I〜君がいた夏〜
6. 僕の手紙
7. secret base〜君がくれたもの〜 (LIVE Ver.)
8. ZONE TOUR ASTRO GIRL 2003～夏だぁ!ZONEだぁ!全員集合!～
9. TV-SPOTコレクション

## 03
『ZONE CLIPS 03〜2005 卒業〜』（ゾーン・クリップス・ゼロサン・ニセンゴ・そつぎょう）は、日本のガールズロックバンド・ZONEの4作目の映像作品。

### 内容
前作『ZONE TV special「ユメハジマッタバカリ」DVD edition』から約8ヶ月ぶり、ミュージック・ビデオ集としては前作『ZONE CLIPS 02〜Forever Side〜』から1年2ヶ月ぶりの作品。
TOMOKA加入後に発売された4作のシングルのミュージック・ビデオとメイキング映像、スポットCM映像が収録された。初回生産仕様盤には特典として3種類の特製フィルムブックマークがランダムで1種類同梱された。
同年6月22日にはUMD盤も発売された。

### 収録映像曲
1. 卒業
2. 太陽のKiss
3. glory colors 〜風のトビラ〜
4. 笑顔日和